# 文稿
文稿指的是有書寫文字的素材，相對於相片或其他版面元素，文稿含有大量的內文，包括雜誌、廣告、書籍出版。
在出版業，文稿指的是書籍、雜誌、報紙中的文本。在書籍方面，意指編審處理後的文本，準備用於排版和印刷。
在報紙與雜誌，正文（body copy）是作家需要為其負責任的文章，相對於附帶在頭條和標題的展示文稿（display copy），後者通常由編審或副編輯寫上。
在廣告業、網路營銷和類似領域，文稿指文案（copywriter）的作品，文案是受雇撰寫內容鼓勵消費者購買商品或服務的人。